# Red Storm Rising
Red Storm Rising ist ein U-Boot-Simulation-Computerspiel, das von Capstone Software entwickelt und von MicroProse 1988 veröffentlicht wurde. Es basiert auf dem Roman Im Sturm von Tom Clancy. Die ursprüngliche Fassung erschien für den Commodore 64. 1989 erschien eine Portierung für DOS. 1990 folgte eine Version für Amiga.

## Handlung
Iranische Terroristen zerstören die größte Erdölraffinerie der Sowjetunion, was eine Energiekrise auslöst. Als Ausweg entscheidet sich die sowjetische Führung für eine Besetzung arabischer Ölfelder. Um einem Gegenangriff der NATO zuvor zu bekommen, startet die Rote Armee eine Invasion in Westeuropa, um deren Truppen dort zu binden. Die Truppen des Warschauer Paktes erlangen dabei in einem konventionellen Krieg ohne Atomwaffen die Oberhand.

## Spielprinzip
Der Spieler soll mit Hilfe eines Atom-U-Bootes auf See ein Kräftegleichgewicht wiederherstellen. Hierfür wählt er die Bewaffnung, Einsatzzeitraum und den Schwierigkeitsgrad. Trifft man auf feindliche U-Boote, Kriegsschiffe, Flugzeugträger oder Helikopter, so erscheint ein Taktik-Bildschirm. Über die Optionsmenüs Waffen- und Abwehrkontrolle, Periskop und Sonar wird gesteuert. Nach erfolgreichem Missionsabschluss erscheint eine Punktewertung und Orden werden verliehen.

## Rezeption
Thorsten Blum von der Zeitschrift Aktueller Software Markt vergab die niedrigstmögliche Wertung. Für ihn sei die Simulation des dritten Weltkrieges mit Frontberichten und dem monotonen Ablauf an Bord eines U-Boot verabscheuungswürdig. Es normalisiere den Krieg, der im gewählten Szenario zum nuklearen Holocaust eskalieren könne. Auch Anatol Locker von Power Play kritisierte das Szenario, in dem ein stereotypisches Feindbild expansionswütiger Sowjets gezeichnet werde. Dennoch würdigte er das Spiel als spannend, mit hohem Wiederspielwert und intelligenten Computergegnern und gut abgestimmten Schwierigkeitsgraden.
Der Amiga Joker hingegen vergab die Auszeichnung Hit. Max Magenauer empfand die Grafik als überdurchschnittlich gut für das Simulationsgenre, auch wenn die Taktik-Karte auf dem Amiga noch sehr stark an das Original für den C64 erinnere. Die Geräusche seien realistisch. Es stelle die neue Referenz im Genre dar.